# Тим Хенман
Тим Хенман (на английски: Tim Henman) е първият британски тенисист след Роджър Тейлър през 1970-те, който достига полуфинал на турнира по тенис в Уимбълдън. Хенман е роден на 6 септември 1974 г. в Оксфорд, Англия.

## Юношески години
Хенман не впечатлява като юноша. Треньорите му предричат, че едва ли би могъл да пробие даже в топ 200. Хенман често отпада рано в различните юношески турнири, но не се отказва и става шампион на Великобритания до 18 години през 1992 г. Година по-късно става професионалист.

## Кариера
Дебютът си на Уимбълдън Хенман прави през 1994 г., когато губи от германеца Давид Приносил в четири сета. През 1996 г. Хенман вече е в топ 100, за първи път достига до четвъртфиналите на Уимбълдън и се ражда така наречената Хенмания – група от фанатични фенове на Хенман, които го подкрепят бурно в мачовете му на Уимбълдън. По пътя си Хенман побеждава шампиона от Откритото първенство на Франция същата година Евгени Кафелников в пет сета, но губи от Тод Мартин. Англичаните виждат в него надеждата за бъдещ шампион на Уимбълдън, за първи път от титлата на Фред Пери през 1936 г. През следващата, 1997 г. Хенман отново достига четвъртфиналите на Уимбълдън като по пътя си побеждава защитаващия титлата си холандец Рихард Крайчек. Хенман губи от Михаел Щих в три сета. През 1998, 1999, 2001, 2002 г. Хенман достига до фазата на полуфиналите като и четирите пъти бива спрян от бъдещия шампион. Два пъти Сампрас, и по един път Хюит и Иванишевич спират Хенман от мечтаната титла. В мача срещу Иванишевич Хенман води с 2-1 сета като печели третия с 6-0 за по-малко от 15 минути, но дъжд прекъсва мача и хърватинът впоследствие обръща резултата. През 2002 г. Хенман достига четвърто място в световната ранглиста, най-високото, което до този момент е заемал, а също така заема втората позиция в по-малката ранглиста на АТП, отнасяща се само за съответната година. През 2003 г. Хенман достига четвъртфиналите на Уимбълдън губейки този път от Себастиен Грожан. В края на същата година печели и първата си титла от сериите Мастърс. Това става в Париж като по пътя си побеждава Николай Давиденко, Себастиян Грожан, Густаво Куертен, Роджър Федерер, Анди Родик и Андрей Павел, губейки само един сет през целия турнир. Това безспорно е една от на-категоричните и качествени победи в историята на турнирите от серията Мастърс.
2004 г. е най-успешната година за Хенман. На Ролан Гарос за първи път успява да мине осминафиналната фаза на турнир от Големия шлем различен от Уимбълдън, миксирайки своя стил сервис-воле с агресивна и точна игра от дъното на корта. Хенман достига до полуфиналите, където среща почти непобедимия, по това време, на землени настилки аржентинец Гилермо Кория и води с 6-3, 4-2, но Кория обръща резултата и повежда с 2-1 сета. Хенман обаче води с 5-3 в четвъртия и сервира за него, но не печели нито гейм повече. Хенман достига до четвъртфинал на Уимбълдън, където губи от Марио Анчич, както и полуфинал на US Open, където губи от Роджър Федерер. Хенман достига още финал на турнира от сериите Мастърс в Индиан Уелс, но губи от Федерер, след като преди това отстранява Анди Родик. Хенман завършва годината в топ 8 и се класира за турнира Мастърс Къп в Хюстън, където е в група с Родик, Сафин и Кория. Хенман завършва трети и не продължава на полуфиналите.
2005 г. започва също обнадеждаващо за него, след като достига четвъртфинали на първите два турнира от сериите Мастърс в Маями и Индиан Уелс, но губи шокиращо във втори кръг на Уимбълдън от Дмитри Турсунов. През 2006 и 2007 Хенман също губи втори кръг на Уимбълдън, но заявява в интервюта, че няма никакво намерение да се отказва от тениса. С постиженията си Хенман е най-добрият британски състезател в Опън ерата. Той има 11 титли и спечелени над 11 милиона долара. Завършва в топ 20 в осем поредни години.
На 23 август, 2007 година Тим Хенман обявява на пресконференция в Ню Йорк, че ще се откаже от тениса след двубоя на Великобритания срещу Хърватия за Купа Дейвис през септември.

## Стил на игра
В ранните си години Хенман играе класическото сервис-воле, но в последно време се задържа все повече на основната линия, заради по-бавните настилки и по-тежките топки в сравнение с преди. За мнозина специалисти, начело с Джон Макенроу, Хенман притежава най-добрите волета в историята на тениса. Хенман споделя в интервюта, че бекхендът е по-стабилният му удар, но от форхенд прави повече печеливши удари.

## Извън тениса
Хенман подкрепя футболния клуб Оксфорд Юнайтед както и Фулъм. Хенман често играе голф. През 1999 г. се жени за дългогодишната си приятелка Луси Хелд като от нея има две деца на име Роуз Елизабет и Оливия.
При новогодишните почести през 2004 г. Тим Хенман е назначен за рицар на OBE.

## Кариерна статистика

#### Титли оттурнири от сериите Мастърс(1)
| година | турнир        | съперник във финала | резултат                |
| ------ | ------------- | ------------------- | ----------------------- |
| 2003   | Париж Мастърс | Андрей Павел        | 6–2, 7–6(8–6), 7–6(7–2) |

#### Финали оттурнири от сериите Мастърс(3)
| година | турнир            | съперник във финала | резултат      |
| ------ | ----------------- | ------------------- | ------------- |
| 2000   | Синсинати Оупън   | Томас Енквист       | 6–7(5–7), 4–6 |
| 2002   | Индиън Уелс Оупън | Лейтън Хюит         | 1–6, 2–6      |
| 2004   | Индиън Уелс Оупън | Роджър Федерер      | 3–6, 3–6      |

### ATP финали (11 титли; 28 финала)
|        | П–З   | Година | Турнир                 | Клас           | Настилка   | Опонент           | Резултат                            |
| ------ | ----- | ------ | ---------------------- | -------------- | ---------- | ----------------- | ----------------------------------- |
| Загуба | 0–1   | 1997   | Катар Оупън            | Световни серии | Твърда     | Джим Къриър       | 5–7, 7–6(7–5), 2–6                  |
| Победа | 1–1   | 1997   | Сидни Интернешънъл     | Световни серии | Твърда     | Карлос Моя        | 6–3, 6–1                            |
| Загуба | 1–2   | 1997   | Шампионат на ЕО        | Шампионски     | Килим (з)  | Марк Росе         | 2–6, 5–7, 4–6                       |
| Победа | 2–2   | 1997   | Ташкент Оупън          | Световни серии | Твърда     | Марк Росе         | 7–6(7–2), 6–4                       |
| Загуба | 2–3   | 1998   | Сидни Интернешънъл     | Световни серии | Твърда     | Карол Кучера      | 5–7, 4–6                            |
| Загуба | 2–4   | 1998   | Лос Анджелис Оупън     | Световни серии | Твърда     | Андре Агаси       | 4–6, 4–6                            |
| Победа | 3–4   | 1998   | Ташкент Оупън          | Световни серии | Твърда     | Евгени Кафелников | 7–5, 6–4                            |
| Победа | 4–4   | 1998   | Суис Индорс            | Световни серии | Килим (з)  | Андре Агаси       | 6–4, 6–3, 3–6, 6–4                  |
| Загуба | 4–5   | 1999   | Катар Оупън            | Световни серии | Твърда     | Райнер Шютлер     | 4–6, 7–5, 1–6                       |
| Загуба | 4–6   | 1999   | Ротердам Оупън         | Шампионски     | Килим (з)  | Евгени Кафелников | 2–6, 6–7(3–7)                       |
| Загуба | 4–7   | 1999   | Куинс Клъб Чемпиъншипс | Световни серии | Трева      | Пийт Сампрас      | 7–6(7–1), 4–6, 6–7(4–7)             |
| Загуба | 4–8   | 1999   | Суис Индорс            | Световни серии | Килим (з)  | Карол Кучера      | 4–6, 6–7(10–12), 6–4, 6–4, 6–7(2–7) |
| Загуба | 4–9   | 2000   | Ротердам Оупън         | Межд. Голд     | Твърда (з) | Седрик Пиолин     | 7–6(7–3), 4–6, 6–7(4–7)             |
| Загуба | 4–10  | 2000   | Тенис Ченъл Оупън      | Международни   | Твърда     | Лейтън Хюит       | 4–6, 6–7(2–7)                       |
| Загуба | 4–11  | 2000   | Синсинати Оупън        | Мастърс        | Твърда     | Томас Енквист     | 6–7(5–7), 4–6                       |
| Победа | 5–11  | 2000   | Виена Оупън            | Межд. Голд     | Твърда (з) | Томи Хаас         | 6–4, 6–4, 6–4                       |
| Победа | 6–11  | 2000   | Брайтън Интернешънъл   | Международни   | Твърда (з) | Доминик Хърбати   | 6–2, 6–2                            |
| Победа | 7–11  | 2001   | Копенхаген Оупън       | Международни   | Твърда (з) | Андреас Винчигера | 6–3, 6–4                            |
| Загуба | 7–12  | 2001   | Куинс Клъб Чемпиъншипс | Световни серии | Трева      | Лейтън Хюит       | 6–7(3–7), 6–7(3–7)                  |
| Победа | 8–12  | 2001   | Суис Индорс            | Световни серии | Твърда (з) | Роджър Федерер    | 6–3, 6–4, 6–2                       |
| Победа | 9–12  | 2002   | Аделаида Интернешънъл  | Международни   | Твърда     | Марк Филипусис    | 6–4, 6–7(6–8), 6–3                  |
| Загуба | 9–13  | 2002   | Ротердам Оупън         | Межд. Голд     | Килим (з)  | Никола Ескюде     | 6–3, 6–7(7–9), 4–6                  |
| Загуба | 9–14  | 2002   | Индиън Уелс Оупън      | Мастърс        | Твърда     | Лейтън Хюит       | 1–6, 2–6                            |
| Загуба | 9–15  | 2002   | Куинс Клъб Чемпиъншипс | Световни серии | Трева      | Лейтън Хюит       | 6–4, 1–6, 4–6                       |
| Победа | 10–15 | 2003   | Вашингтон Оупън        | Международни   | Твърда     | Фернандо Гонсалес | 6–3, 6–4                            |
| Победа | 11–15 | 2003   | Париж Мастърс          | Мастърс        | Килим (з)  | Андрей Павел      | 6–2, 7–6(8–6), 7–6(7–2)             |
| Загуба | 11–16 | 2004   | Индиън Уелс Оупън      | Мастърс        | Твърда     | Роджър Федерер    | 3–6, 3–6                            |
| Загуба | 11–17 | 2006   | Япония Оупън           | Межд. Голд     | Твърда     | Роджър Федерер    | 3–6, 3–6                            |